# Кофман, Галина
Галина Кофман — американский информатик российского происхождения. Автор реализации протокола Kerberos для различных систем IBM. Также автор реализации клиента и сервера FTP для IBM VM/CMS и OS/2. Она получила две награды от генерального директора IBM за выдающиеся технические достижения. Кофман — исполнительный директор Recyclebank.

## Карьера

### В IBM Research
Во время своей работы в Thomas Watson Research Center, Галина Кофман была в группе Барри Аппельмана. Кофман активно участвовала в разработке Интернет-протоколов и, в частности, с 1983 года её первым проектом была RLSS, программа для удаленного входа в систему по TCP/IP, которая стала предшественницей Telnet в IBM. Группа Аппельмана в целом сыграла решающую роль в раннем освоении IBM Интернета, несмотря на наличие конкурирующего семейства протоколов — SNA. Кофман написала реализацию Kerberos для операционных систем OS/2, VM/CMS и AIX. Она также является автором FTP-клиента и сервера для VM/CMS и OS/2. Кофман также автор реализации NTP для различных операционных систем IBM. Кофман также принимала активное участие в разработке алгоритмов, связанных с обработкой неструктурированного текста. Кофман была руководителем программы и главным разработчиком системы IBM Magic в 2006 году. Согласно пресс-релизу Recyclebank, Галина Кофман получила две награды от генерального директора IBM за выдающиеся достижения, одну в 1990 году, а другую в 1992 году.

### После IBM
Галина Кофман заняла должность исполнительного директора Recyclebank.